# Хайе, Бой
Йохан Герард (Бой) Хайе (нидерл. Johan Gerard (Boy) Hayje, 3 мая 1949 года, Амстердам) — нидерландский автогонщик, участник чемпионата мира по автогонкам в классе «Формула-1».

## Биография
Начинал карьеру с гонок на серийных автомобилях, в 1974 году выиграл чемпионат Нидерландов по автогонкам «Формулы-Форд». В 1975 году стартовал в чемпионате Формулы-5000 за рулём автомобиля «Марч-731», на следующий год перешёл в Формулу-3. В 1976-77 годах семь раз участвовал в Гран-при чемпионата мира «Формулы-1», трижды пробивался на старт, но ни разу не был классифицирован на финише. В 1978 году безуспешно стартовал в европейском чемпионате Формулы-2, в 1979 году перешёл в чемпионат «Рено-5-турбо». В 1984 году принял участие в гонке «24 часа Ле-Мана» за рулём автомобиля «Лола-Мазда».

## Результаты гонок в Формуле-1
| Легенда к таблице |                                                                    |
| --- | ------------------------------------------------------------------ |
| В таблице перечислены результаты всех Гран-при Формулы-1, в которых принимал участие гонщик. Строками таблицы являются сезоны, столбцами — этапы чемпионата мира. В каждой клетке указаны сокращённое название этапа и результат, дополнительно обозначенный цветом. Расшифровка обозначений и цветов представлена в нижеследующей таблице. |                                                                    |
| \| Пример \| Описание \| \| ------------ \| ------------------------------------------------------------------ \| \| 1 \| Победитель \| \| 2 \| Второе место \| \| 3 \| Третье место \| \| 5 \| Финишировал, заработав очки \| \| Сход \| Не финишировал, но при этом заработал очки \| \| 12 \| Финишировал, не получив очков \| \| НКЛ \| Финишировал, но не попал в финальную классификацию \| \| 15 \| Участвовал вне зачёта, либо по отдельной классификации \| \| 18 \| Не финишировал, но попал в финальную классификацию \| \| Сход \| Не финишировал \| \| НКВ \| Не прошёл квалификацию \| \| НПКВ \| Не прошёл предквалификацию \| \| ДСК \| Дисквалифицирован \| \| ИСК \| Исключён из протокола соревнований \| \| ТТ \| Заявлен для участия только в тренировках \| \| НС \| Участвовал в квалификации, но не стартовал в гонке \| \| Т \| Травмирован или болен \| \| ОТК \| Отказ от участия \| \| НТР \| Прибыл на соревнования, но на трассу не выезжал \| \| НПР \| Был заявлен в числе участников, но не прибыл к началу соревнований \| \| О \| Соревнования отменены \| \| \| Не участвовал \| \| Поул-позиция \| \| \| Быстрый круг \| \| |                                                                    |
| Пример | Описание                                                           |
| 1 | Победитель                                                         |
| 2 | Второе место                                                       |
| 3 | Третье место                                                       |
| 5 | Финишировал, заработав очки                                        |
| Сход | Не финишировал, но при этом заработал очки                         |
| 12 | Финишировал, не получив очков                                      |
| НКЛ | Финишировал, но не попал в финальную классификацию                 |
| 15 | Участвовал вне зачёта, либо по отдельной классификации             |
| 18 | Не финишировал, но попал в финальную классификацию                 |
| Сход | Не финишировал                                                     |
| НКВ | Не прошёл квалификацию                                             |
| НПКВ | Не прошёл предквалификацию                                         |
| ДСК | Дисквалифицирован                                                  |
| ИСК | Исключён из протокола соревнований                                 |
| ТТ | Заявлен для участия только в тренировках                           |
| НС | Участвовал в квалификации, но не стартовал в гонке                 |
| Т | Травмирован или болен                                              |
| ОТК | Отказ от участия                                                   |
| НТР | Прибыл на соревнования, но на трассу не выезжал                    |
| НПР | Был заявлен в числе участников, но не прибыл к началу соревнований |
| О | Соревнования отменены                                              |
| | Не участвовал                                                      |
| Поул-позиция |                                                                    |
| Быстрый круг |                                                                    |

| Год  | Команда        | Шасси      | Двигатель | 1   | 2   | 3        | 4   | 5       | 6       | 7       | 8       | 9   | 10  | 11  | 12       | 13      | 14  | 15  | 16  | 17  | Место | Очки |
| ---- | -------------- | ---------- | --------- | --- | --- | -------- | --- | ------- | ------- | ------- | ------- | --- | --- | --- | -------- | ------- | --- | --- | --- | --- | ----- | ---- |
| 1976 | F&S Properties | Пенске PC3 | Косворт   | БРА | ЮАР | СШЗ      | ИСП | БЕЛ     | МОН     | ШВЕ     | ФРА     | ВЕЛ | ГЕР | АВТ | НИД Сход | ИТА     | КАН | США | ЯПО |     | -     | 0    |
| 1977 | RAM            | Марч 761   | Косворт   | АРГ | БРА | ЮАР Сход | СШЗ | ИСП НКВ | МОН НКВ | БЕЛ НКЛ | ШВЕ НКВ | ФРА | ВЕЛ | ГЕР | АВТ      | НИД НКВ | ИТА | США | КАН | ЯПО | -     | 0    |